# ブゲネ
ブゲネ （Bouguenais）は、フランス、ペイ・ド・ラ・ロワール地域圏、ロワール＝アトランティック県のコミューン。
歴史的なブルターニュの一部であり、伝統的な地域区分ではペイ・ド・レ、歴史的な地方区分ではペイ・ナンテに属する。

## 地理

県におけるブゲネの位置

ブゲネはロワール川の左岸にあり、ナント中心部から南西6kmのところにある。周辺のコミューンはナント、ルゼ、ポン＝サン＝マルタン、サンテニャン＝グランリュー、ブエ、ブラン、ラ・モンターニュ、アンドルである。
2010年にINSEEがまとめた順位表によれば、ブゲネは都市型コミューンである。24のコミューンで構成されるナント郊外の都市的地域の1つである。
町の大半は、ロワール川とグランリュー湖の間に広がる低い台地に位置しており、北側はロワール川を見下ろす丘となっている。ロワール川沿いは氾濫原である。20世紀初頭まではいくつかの小島が川の湾曲部にあって、本土との間を隔てていた。
町には2箇所の中心部があり、どちらも丘陵にある。ル・ブール地区とレクエ地区は常に別々のものとみなされている。ル・ブールはコミューン庁舎や行政サービスが受けられる、コミューンの中心地である。レクエ地区はル・ブール地区から2.5km離れており、ルゼ市街に近い。レクエには教会や専門リセがある。コミューン南部にはナント・アトランティック空港があり、コミューンのビジネス・エリアとなっている。

## 由来
ブゲネという名は9世紀のエルボージュ伯ベゴン（Bégon）からきている。彼の名はChâteau-BougonおよびMotte de Bougonの語源でもある。ブルトン語ではKervegon、地元で話されるオイル語のガロ語ではBógonaèである。

## 歴史

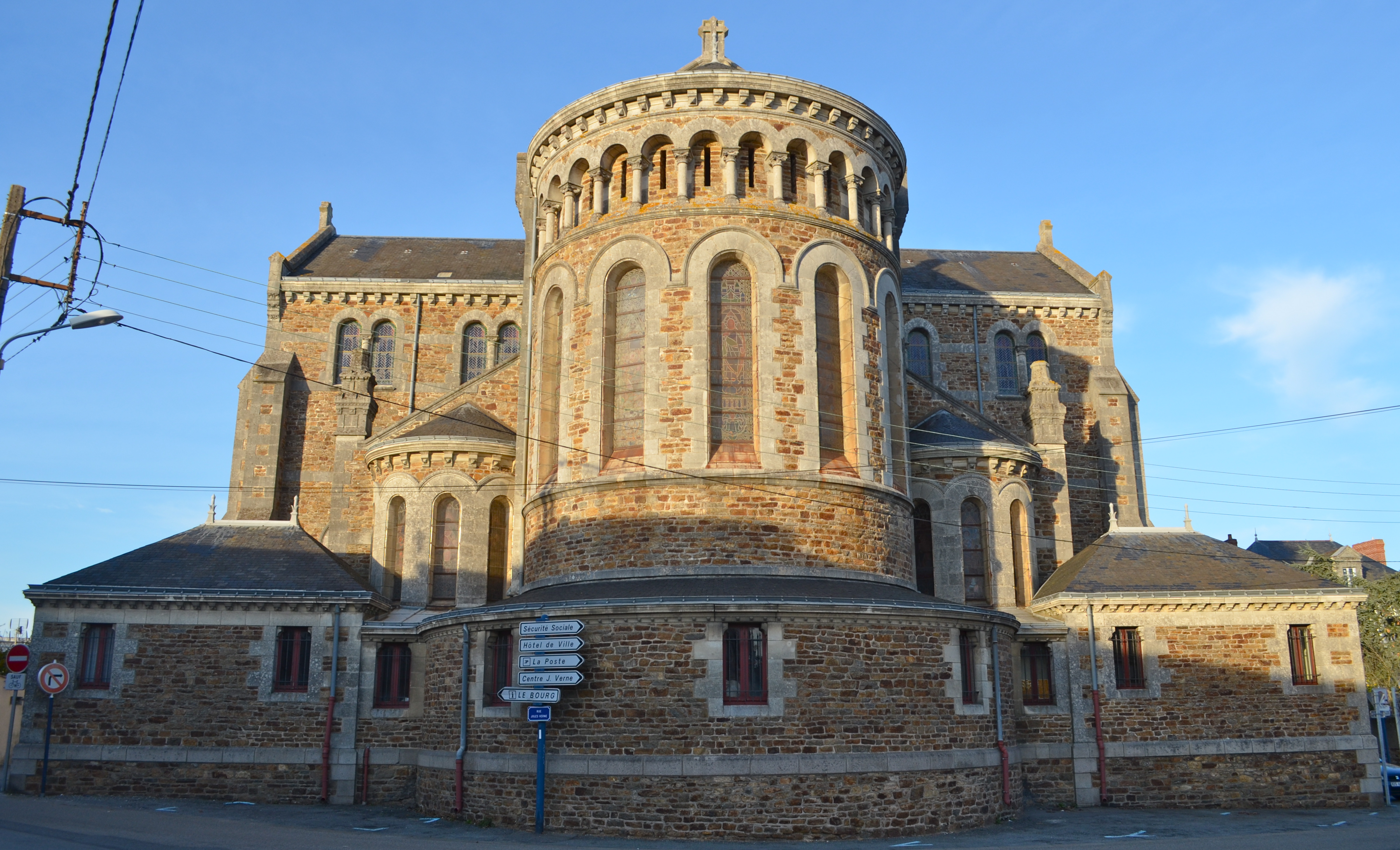
サン・ピエール教会

ガロ＝ローマ時代には Ratiatum と呼ばれた町が、当時はロワール川の河岸に位置していた丘陵の上、現在のルゼからレクエにかけて広がっていたと推測される。古代の遺物が若干数、レクエ付近のかつての医療にまつわる聖所と考えられる場所で見つかっている。
840年のルイ敬虔王の死につづく危機の時代、その息子で当時のアキテーヌ王シャルルは、親族のベゴン（Bego/Bégon）にブルトン人のナント地方への拡大を防ぐよう任じた。ベゴンはこの町のおそらくバス=モットと呼ばれる辺りに要塞を築いた。843年もしくは844年にベゴンはシャルルに反旗を翻したナント伯ランベールとの戦い、あるいはエルボージュ伯ゴンティエとの戦いに没し、要塞はノルマン人の手にわたった。ノミノエそしてエリスポエが率いたブルトン人たちはナント攻略後、851年にそのときまでポワティエ伯領とみなされていたペ・ド・レを獲得し、最終的にはベゴンの遠征は失敗に終わった。
10世紀から、ブゴン（Bougon）領主は、ブルターニュ公の家臣であるChasteignerとして認識された。15世紀、荘園はジャン・ド・マシュクールとの結婚を通じてヴィエイユヴィーニュ領主ランド家に引き継がれた。
12世紀、ベネディクト会派の女子修道院がレクエ地区に創設された。そこはブゴンの森とトゥフーの中間にある、遠隔地にあった。当時、修道院の周りには人々が固まって暮らし、礼拝堂は時に公共の祈りの場となった。

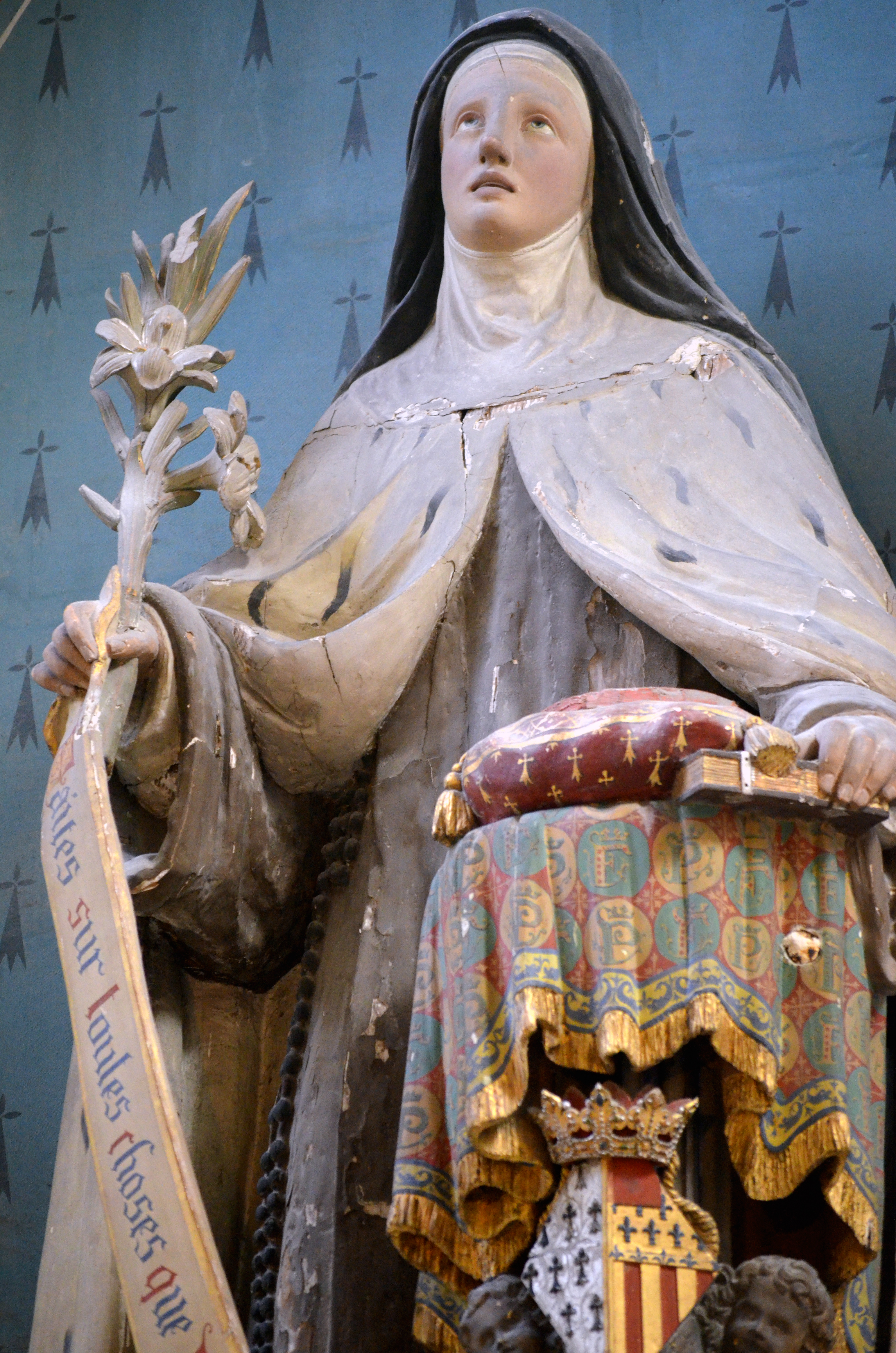
福者フランソワーズ・ダンボワーズ像。ナント大聖堂

15世紀、修道院の規律があまりに緩んだように見えたため、ブルターニュ公フランソワ2世は、1468年にカルメル会の修道女となっていた義理の伯母であり元ブルターニュ公妃の、フランソワーズ・ダンボワーズに訴えた。1477年、フランソワーズ・ダンボワーズはカルメル会の修道女たちとともにレクエに移住した。ギルメット・ル・ガックによりベネディクト会の戒律で指導されていたため、彼女が追放された後、運営は容易ではなかった。カルメル会修道院は18世紀終わりまで維持された。この3世紀の間、レクエ女子修道院は社会的に高い地位を得ていた。
1790年から1792年にかけ、レクエ女子修道院は聖職者民事基本法に反対した。1791年、ナントの宣誓司教を司教として受け入れなかったために、修道女たちは身柄を拘束されてナントで城に閉じ込められた。市長の要請で投獄から解放されて修道院へ戻ったが、1792年9月、修道院建物は国家資産として売却されたうえ、破壊された。
19世紀、女子修道院のあった場所にはナントの小さな神学校の建物が建っていた。20世紀になって、建物は専門リセの校舎として使われている。
17世紀、サン・ピエール・ド・ブゲネ教区は2人の領主に分断されていた。
フランス革命初期、コミューンをつくるにあたり、ブゲネ教区とレクエ教区の土地がまとめられてブゲネとなった。県の中で最も農村の特性が強いコミューンがそうであったように、住民たちは1790年から始まった聖職者民事基本法に反対していた。3人の宣誓司祭が行きつ戻りつする一方で、非宣誓司祭たちは秘密裏に信仰を維持していたのである。1793年、30万人徴兵令が施行され、コミューンは兵士を12人出すよう求められた。住民の大半が共和国に反対して反乱を起こし、その後フランソワ・ド・シャレット率いるレ軍に統合された。共和国側はナントに避難した。不思議なことに、元領主であるロビノー・ド・ブゴンは、国民衛兵として大きな貢献をしていた。
ブゲネはアンドレ海軍工廠を監視する特殊な位置にあった。そこはヴァンデ軍への攻撃を行う開始場所でもあった。ここは1794年3月に悲劇の場所となった。アンドレ海軍工廠の共和国軍によって209人の住民たちが逮捕され、4月2日から3日にかけて銃殺刑にされた。ブゲネは、ヴァンデ反乱軍側抑圧の、最も影響を受けたコミューンの1つとなった。

## 人口統計
| 1962年 | 1968年 | 1975年 | 1982年 | 1990年 | 1999年 | 2006年 | 2012年 |
| ------ | ------ | ------ | ------ | ------ | ------ | ------ | ------ |
| 8777   | 10047  | 11684  | 14043  | 15099  | 15631  | 16503  | 18382  |

source=1999年までLdh/EHESS/Cassini、2004年以降INSEE

## 経済
ブゲネにはナント・アトランティック空港があるため、エアバス社のブゲネ工場や、航空会社レジョナル（fr）の本部がある。

## ゆかりの人物
- シリル・ギマール